# Eulithis hedgesaria
Eulithis hedgesaria är en fjärilsart som beskrevs av Edward Alfred Cockayne 1954. Eulithis hedgesaria ingår i släktet Eulithis och familjen mätare. Inga underarter finns listade i Catalogue of Life.